# Акозек (Аксуський район)
Акозе́к (каз. Ақөзек) — станційне селище у складі Аксуського району Жетисуської області Казахстану. Входить до складу  Матайського сільського округу.
Населення — 32 особи (2021; 31 у 2009, 47 у 1999, 48 у 1989).

## Історія
У радянські часи селище називалось Ак-Узек.